# Bosníacos
Los bosníacos o bosniacos (en bosnio: bošnjak en singular; en bosnio: bošnjaci en plural y pronunciado: boshñak, boshñatsi), a veces incorrectamente llamados bosnios, son un pueblo perteneciente al grupo de los eslavos del sur, de la península balcánica (Europa del Sureste). Su país de origen es Bosnia y Herzegovina, y la segunda mayor concentración se encuentra en la región llamada Sandžak dividida entre Serbia y Montenegro.
Mientras el término «bosnio» indica la nacionalidad de una persona oriunda de Bosnia y Herzegovina, el término «bosníaco» (del bosnio Bošnjak) se refiere a la identidad étnica de uno de los tres pueblos constituyentes del país, históricamente ligados al legado cultural del islam bajo el Imperio Otomano. Aunque esa identidad tiene un origen asociado a la población islamizada de Bosnia, hoy no implica necesariamente la práctica religiosa, del mismo modo que ocurre con otras identidades étnico-religiosas como la judía. Un bosníaco puede ser laico, ateo o creyente, y seguir considerándose parte de ese pueblo.
Cabe señalar que el término Bošnjak tiene raíces medievales más amplias, utilizadas en su día para describir a los habitantes del Reino de Bosnia, sin distinción confesional. De hecho, existen apellidos como “Bošnjak” también entre croatas, lo que refleja el uso histórico territorial del término antes de su definición moderna como identidad étnica diferenciada.
Estos términos, en cualquier caso, suelen ser confundidos y, a menudo, los propios bosniacos, sobre todo los de Bosnia y Herzegovina, se refieren a sí mismos como bosnios, no haciendo distinción entre los dos términos (porque para ellos prácticamente no existe diferencia pues, por un lado, tienen la nacionalidad bosnia y, por el otro, la pertenencia cultural e histórica a un pueblo concreto: su identidad moderna se consolidó a partir del legado otomano. 
Bosnios (no confundir con bosniacos) es un término más estatal y regional que abarca a los bosnios de Bosnia y Herzegovina, a los bosnio-croatas y a los serbio-bosnios. Estos últimos se denominan a sí mismos, bajo la influencia nacionalista de los países vecinos, como croatas y serbios a secas.
Existen agrupaciones significativas de bosniacos en Eslovenia y Croacia; hay un importante número de bosníacos en Suecia y están presentes comunidades en países como Noruega, Canadá, Austria, Suiza, Países Bajos, etc. pero la mayor parte de la diáspora de este pueblo está en Turquía, Alemania y EE. UU. (Los bosníacos de Serbia y Montenegro no se consideran como diáspora por habitar una región propia - Sandžak.)
Los bosníacos hablan, generalmente, en bosnio y usan el alfabeto latino, aunque algunos, más por consideración a la situación de los bosniacos en Sandžak, que hacia la minoría serbio-bosnia de Bosnia-Herzegovina[cita requerida], suelen aprender también el alfabeto cirílico.
La mayoría de los bosníacos son de religión musulmana (legado de la dominación turca en los Balcanes), con un gran número de agnósticos y ateos.

## Historia del nombre
La denominación original "boshnjan» (en latín «bosnensis») indicaba originalmente al habitante medieval de la región de Bosnia y más tarde del reino feudal del mismo nombre. Durante el período de dominación otomana, el nombre «bošnjaci» («bosniacos») significaba cristianos de Bosnia, mientras que «bosnalu» era el nombre de la población islamizada.
Antes de referirse al individuo perteneciente al pueblo de esa región —un pueblo descendiente de los ilirios— se refería al río que atraviesa aquella región, Bosnia (Bosna). El nombre entonces primero lo llevó el río, luego la tierra por la que pasa y finalmente los habitantes.
Esos primeros boshnjanes (bosnios) eran eslavos asentados en la cuenca del río Bosna. La historia étnica y religiosa de Bosnia y Herzegovina]</ref> Así, los eslavos del valle del Bosna (región de Bosnia) bajo el reino de Hungría empezaron a usar el término "boshnjan» («bosnios») para autodenominarse. Con la proliferación del bogomilismo en Bosnia, las diferencias entre los bosnios y el resto de los eslavos se acentuaron al pasar al plano religioso, hasta que Bosnia acabó consiguiendo su independencia con respecto a Hungría, creándose así el banato de Bosnia. Ya en 1377 el banato se convierte en el Reino de Bosnia bajo Tvrtko I Kotromanić, cuya influencia se extendería también por las vecinas Serbia y Croacia; es en esta época cuando se extiende el gentilicio «boshnjan» refiriéndose entonces a los súbditos del reino. En un momento dado, por ejemplo, los habitantes de Dubrovnik (ciudad actualmente en Croacia) fueron boshnjan al estar dicha ciudad bajo dominio bosnio.
Con la dominación de los Balcanes por parte de los otomanos, la mayoría de los bosnios, que hasta entonces practicaban el bogomilismo y en menor porcentaje el catolicismo, acaban convirtiéndose al islam por miedo al invasor o para librarse de pagar el harač (impuesto otomano para los no musulmanes); la pequeña comunidad bosnia católica también se hace musulmana, y los pocos bosnios católicos que se resisten se van "croatizando» progresivamente hasta acabar considerándose a sí mismos croatas y no bosnios. Es en este período cuando las lenguas balcánicas sufren múltiples modificaciones y la palabra «boshnjan» cambia a la forma «boshnjak» (bosníaco). De esa manera el término llega hasta nuestros días. A su vez, algunos autores señalan que los bosníacos no son tanto los habitantes que fueron musulmanizados como los descendientes de los propios turcos otomanos que colonizaron la región, debido a que si los serbios y los croatas fueron islamizados en su día, pero recuperando sus derechos religiosos con la independencia, los bosnios islamizados también debieron de hacerlo, por lo cual, el término bosníaco correspondería a las personas de etnia turca que habitan la zona, desde la llegada de los turcos otomanos allí.

Mapa con la ubicación geográfica de los bosniacos dentro de Bosnia.

En un principio, el término bosníaco señalaba a todos los habitantes de Bosnia y Sandžak (que en ese período era parte integral de Bosnia) sin importar la religión. Sin embargo, en el siglo XIX, bajo la influencia de la exaltación romántica de los nacionalismos croata y serbio, la mayoría de los católicos de Bosnia son «croatizados» y la mayoría de los cristianos ortodoxos «serbianizados», aceptando los nombres nacionales de los países vecinos Croacia y Serbia.
Bosnia y Herzegovina y los bosníacos, por su parte, después de la caída del Imperio otomano, primero, y del Imperio austrohúngaro, después, fueron objeto del expansionismo nacionalista croata y serbio. El país fue dividido de facto en los años del Reino de los Serbios, Croatas y Eslovenos, y el pueblo bosníaco llamado croata o serbio dependiendo de la zona de influencia. La situación no cambiaría tampoco en los años del Reino de Yugoslavia.
Después de la Segunda Guerra Mundial, a pesar de que Bosnia y Herzegovina vuelve a existir como república integrante de la República Federativa Socialista de Yugoslavia, los bosníacos tampoco pudieron utilizar ese nombre. La situación en la Yugoslavia comunista era atípica para un país estable: el porcentaje de población declarada como «yugoslava» era de solo el 1%; otras nacionalidades como serbios y croatas son mayoría en Yugoslavia. Con el objetivo de popularizar la nacionalidad «yugoslava» y cambiar ese resultado, los líderes comunistas, al ser la mayoría de los bosníacos de confesión musulmana, acuñaron el término «musulmanes de nacionalidad», para referirse a la población bosníaca de Bosnia y Herzegovina sin concederles la nacionalidad bosnia. Ese nombre, usado durante 50 años en la ex Yugoslavia, hará que los bosnios de otras religiones y/o ateos se conviertan definitivamente en croatas o serbios.
Después de la independencia de la República de Bosnia y Herzegovina en 1992, se volvió a emplear el nombre de bosníacos hasta la actualidad. De esta forma, el país está habitado mayoritariamente por bosníacos, serbobosnios y bosniocroatas.